# Thạnh Yên A
Thạnh Yên A là một xã thuộc huyện U Minh Thượng, tỉnh Kiên Giang, Việt Nam.

## Địa lý
Xã Thạnh Yên A nằm ở phía tây bắc huyện U Minh Thượng, có vị trí địa lý:
- Phía đông giáp xã Thạnh Yên
- Phía tây giáp huyện An Biên
- Phía nam giáp xã An Minh Bắc
- Phía bắc giáp huyện Gò Quao.

Xã Thạnh Yên A có diện tích 33,04 km², dân số năm 2020 là 6.895 người, mật độ dân số đạt 209 người/km².

## Hành chính
Xã Thạnh Yên A được chia thành 7 ấp: Hỏa Ngọn, Hỏa Ngọn A, Hỏa Vàm, Hỏa Vàm A, Lê Minh Bằng, Xẻo Lùng, Xẻo Lùng A.

## Lịch sử
Trước đây, xã Thạnh Yên A thuộc huyện An Biên.
Ngày 8 tháng 1 năm 2004, Chính phủ ban hành Nghị định số 11/2004/NĐ-CP về việc thành lập xã Thạnh Yên A trên cơ sở 2.388,90 ha diện tích tự nhiên và 7.359 người của xã Thạnh Yên.
Ngày 6 tháng 4 năm 2007, Chính phủ ban hành Nghị định 58/2007/NĐ-CP về việc chuyển toàn bộ diện tích tự nhiên và người của xã Thạnh Yên A thuộc huyện An Biên về huyện U Minh Thượng mới thành lập quản lý.